# Maratona di Düsseldorf
La Maratona di Düsseldorf è una maratona annuale che si svolge a Düsseldorf, in Germania, a fine aprile o i primi di maggio. La prima edizione si è svolta nel 2003.
La corsa si svolge all'interno della città e lungo il Reno. Il tracciato del percorso è costituito da un doppio anello ed è sostanzialmente pianeggiante anche se con molti cambi di direzione. Circa 3000 corridori hanno completato la corsa nel 2010. L'evento include altre gare come la maratona a staffetta con circa 10.000 partecipanti.
Sulla base della classifica presente sul sito ufficiale, nel 2014 hanno conclusa la gara 2.166 uomini e 533 donne.
La gara vanta lo status di IAAF Road Race Label Events e appartiene alla AIMS (Association of International Marathons and Distance Races) nonché alla German Road Races. È sponsorizzata da Metro Group, una catena commerciale internazionale che ha sede nella stessa città.
Il record maschile della corsa è stato fissato nel 2013, quando Dereje Debele vinse con un tempo di 2:07:48 mentre il record femminile è stato stabilito da Agnes Jeruto Barsosio nel 2012 con un tempo di 2:25:49. La nazione con il maggior numero di successi in campo maschile è il Kenya, mentre in campo femminile è la Germania a vantare il maggior numero di vittorie.

## Iscrizione
Le iscrizioni avvengono on line sul sito ufficiale.
Le quote di iscrizione variano in funzione del momento in cui la si effettua. Nel 2014 tali quote andavano dai € 54,00 (entro il 31 agosto 2013) agli € 84,00 (entro il 13 aprile 2014) sino ai € 95 per le iscrizioni presso il ritiro dei pettorali.

## Albo d'oro
Legenda:
  Record della corsa
| Edizione   | Anno | Vincitore                  | Tempo (h:m:s)            | Vincitrice                  | Tempo (h:m:s) |
| ---------- | ---- | -------------------------- | ------------------------ | --------------------------- | ------------- |
| Prima      | 2003 | Gideon Koech (KEN)         | 2:20:45                  | Joyce Kandie (KEN)          | 2:55:44       |
| Seconda    | 2004 | Carsten Eich (GER)         | 2:14:06                  | Dorota Ustianowska (POL)    | 2:39:41       |
| Terza      | 2005 | Alan Wendell Silva (BRA)   | 2:17:19                  | Luminita Zaituc (GER)       | 2:26:44       |
| Quarta     | 2006 | Julius Kiptum Rop (KEN)    | 2:15:56                  | Luminita Zaituc (GER)       | 2:34:53       |
| Quinta     | 2007 | Bellor Minigwo Yator (KEN) | 2:09:47                  | Luminita Zaituc (GER)       | 2:29:37       |
| Sesta      | 2008 | Yaser Belal Mansour (QAT)  | 2:11:15                  | Melanie Kraus (GER)         | 2:33:36       |
| Settima    | 2009 | David Kiprono Langat (KEN) | 2:10:46                  | Susanne Hahn (GER)          | 2:29:26       |
| Ottava     | 2010 | Iaroslav Muşinschi (MDA)   | 2:08:32 (Record moldavo) | Natalya Volgina (RUS)       | 2:30:47       |
| Nona       | 2011 | Nahashon Kimaiyo (KEN)     | 2:10:54                  | Merima Mohammed (ETH)       | 2:28:15       |
| Decima     | 2012 | Seboka Diriba Tola (ETH)   | 2:08:27                  | Agnes Jeruto Barsosio (KEN) | 2:25:49       |
| Undicesima | 2013 | Dereje Debele (ETH)        | 2:07:48                  | Melkam Gizaw (ETH)          | 2:26:24       |
| Dodicesima | 2014 | Gilbert Yegon (ETH)        | 2:08:07                  | Annie Bersagel (USA)        | 2:28:59       |